# Spøgelser (album)
Spøgelser er det femte studiealbum fra det danske rockband Malurt, der blev udgivet i marts 1992 på Genlyd. Det var bandets første studiealbum siden Tour de Force (1983) og deres opløsning i 1984, samt det første album, hvor både Pete Repete og Peter Viskinde medvirkede. Det er produceret af Thomas Helmig og indspillet i Easy Sound Recording Studio i København. Spøgelser fik positive anmeldelser ved udgivelsen og har solgt 32.000 eksemplarer.

## Spor
Alle sange skrevet og komponeret af Michael Ehlert Falch. 
| 1.    | "Spøgelser"              | 3:08 |
| 2.    | "På gaden igen"          | 3:16 |
| 3.    | "Gammel kærlighed"       | 3:40 |
| 4.    | "Indrømmer blankt!"      | 2:55 |
| 5.    | "Den eneste i verden"    | 4:56 |
| 6.    | "Før vi går hjem"        | 4:16 |
| 7.    | "Bare boogie"            | 3:14 |
| 8.    | "Vores næste liv"        | 3:30 |
| 9.    | "Fanden tar os alle"     | 3:53 |
| 10.   | "Kom igen"               | 3:40 |
| 11.   | "Når nu det blir sommer" | 3:29 |
| 12.   | "Gi dig selv fri"        | 3:42 |
| 43:39 |                          |      |

## Medvirkende
Malurt
- Michael Ehlert Falch –  vokal, guitar
- Peter Viskinde – guitar, kor
- Pete Repete – keyboards, kor
- Dia Nielsen – bas, kor
- Peter Mors – trommer, kor

Øvrige musikere
- Uffe Fink Isaksen – percussion

Produktion
- Thomas Helmig – producer
- Niels Erik Lund – lydtekniker, lydmiksning
- Martin Careca Karaoglan – lydtekniker
- Mand Over Bord – artwork
- Henrik Brahe – fotograf